# Chaiba
Chaiba là một đô thị thuộc tỉnh Tipaza, Algérie. Dân số thời điểm năm 2002 là 16.376 người.